# Храм Всех Святых (Симферополь)
Храм Всех Святых (Всехсвятская церковь) — православный храм, один из старейших города Симферополя. Храм уникален тем, что он — единственный храм в Симферополе, который за все время существования не упразднялся и не закрывался. В 2014 году отметил 150-летний юбилей со дня основания. В городском обиходе именуется и как «Кладбищенская Церковь», ввиду своего «соседства» с Первым гражданским кладбищем (ныне недействующим).

## История

### Основание
Первоначально храм был освящен в честь Успения праведной Анны. Храм был приписан к кафедральному Александро-Невскому собору. Позднее храм был переосвящен в храм Всех Святых. Церковь стала основным местом для отпевания христиан. В течение всего периода своего существования в церковной ограде перезахоранивали останки духовных лиц. Небольшая церковь была построена на средства купца В. Б. Масленникова. 14 июня 1864 года новостроенный храм на кладбище освятили.
В церковной ограде храма Всех Святых находятся погребения выдающегося церковного деятеля епископа Таврического Михаила (Грибановского), до канонизации здесь также находились могилы святителя и исповедника Крымского Луки (профессор Войно-Ясенецкий) и архиепископа Таврического Гурия (Карпов).
По свидетельству археолога О. И. Домбровского, в росписи церкви принимал участие академик Н. С. Самокиш.

### Советский период
Несмотря на то, что храм никогда не закрывался, церковь не обошла волна изъятий церковных ценностей. Так, согласно протоколам и актам «изъятий церковных ценностей из крымских храмов 1923-25 гг.» известно, что во Всехсвятской церкви изъятие производил 9 марта 1922 года представитель КрымЦИК сотрудник Наркомата РКИ Лазарев "в присутствии заместителя настоятеля храма священника Шпаковского и члена приходского совета Крупко Ивана. Согласно источникам известно, что духовенство церкви всячески противодействовало изъятию, затягивало работу, категорически отказывались снимать ризы с икон и ссылалось на принадлежность ценностей прихожанам. По свидетельствам архивов «к концу 30-х годов на территории Крымского полуострова была прекращена деятельность всех конфессий, лишь в Симферополе на территории нового кладбища действовала Всехсвятская церковь». В этом время в храме нес служение отец Николай (Казанский), которого впоследствии канонизировали.
Во время немецкой оккупации церковь как и все прихожане полуострова были управляемы «церковным подотделом», который был организован оккупантами. В июне 1944 года в Симферополь приехал отец Александр Архангельский, который путём перерукоположения вернул в лоно РПЦ всех священников Крыма. 18 июня того же года во Всехсвятстком храме совершил Литургию и передал Послание избранного Патриарха Алексия (Симанского).

### Наше время
В 1995 году постановлением правительства АР Крым храм и все постройки были переданы церковной общине.

## Архитектура
Церковь построена в классическом стиле. Представляет из себя прямоугольное, вытянутое с востока на запад здание с полукруглой апсидой и возвышающимся в центре куполом. Западную часть здания украшает колокольня. Над входом в церковь — треугольный фронтон. В храме два придела: центральный во имя Всех Святых и малый боковой, освященный в память великомученика Георгия Победоносца.

## Реликвия
В ноябре 1998 года в приделе святого великомученика Георгия Победоносца сняли для реставрации икону Христа Спасителя. Когда икону освободили от стекла, увидели необычное изображение Спасителя, отпечатанное на нем как негатив. По указанию Митрополита Симферопольского и Крымского Лазаря (Швец) была создана комиссия. Освидетельствовав икону, комиссия пришла к выводу, что изображение на стекле — нерукотворный отпечаток иконной росписи, оно представляет собой тонкий налет, состоящий из двух органических кислот и воска.

## Церковные деятели
Во Всехсвятской церкви Симферополя в разные периоды служили видные церковные иерархи и рядовые священники, которые впоследствии были канонизированы:
- Наливайко, Стефан Пименович — мученик.
- Казанский, Николай Фёдорович — священномученик.
- Порфирий (Гулевич) — епископ Крымский.
- Лука (Войно-Ясенецкий) — архиепископ Крымский.